# Nosiciele światła
Nosiciele światła – ogólnoświatowa seria kongresów (dużych spotkań religijnych) zorganizowanych przez Świadków Jehowy, które rozpoczęły się w maju 1992 roku, a zakończyły w styczniu 1993 roku.

## Cel kongresu
„Kongres miał na celu pomóc wszystkim sługom Jehowy być lepszymi nosicielami duchowego światła”. Myśl przewodnia kongresu oparta była na słowach Jezusa: „Jesteście światłem świata. (...) Niech światło wasze świeci przed ludźmi, aby widzieli wasze szlachetne uczynki i dawali chwałę waszemu Ojcu, który jest w niebiosach” (Mt 5:14, 16 NW). Program kongresu kierował uwagę, na pytanie: „Dlaczego zanoszenie światła duchowego – działalność kaznodziejska jest wielkim zaszczytem i przywilejem?”. Trzydniowe zgromadzenie składało się z przemówień, pokazów oraz wywiadów poświęconych celom i zadaniom ’nosicieli światła duchowego’ oraz propagujące zalety życia rodzinnego.

## Kongres międzynarodowy
W dniach od 26 do 28 czerwca kongres międzynarodowy odbył się na stadionie im. Kirowa w Sankt Petersburgu w Rosji. Był to pierwszy kongres międzynarodowy Świadków Jehowy na terenie byłego Związku Radzieckiego. Wśród 46 214 obecnych, byli delegaci z około 30 krajów świata, między innymi z Danii, Finlandii (przeszło 10 000 osób), Holandii, Japonii, Kanady, Niemiec, Norwegii, Stanów Zjednoczonych, Szwajcarii, Szwecji, Wielkiej Brytanii i Włoch. 29 tysięcy delegatów przybyło z Rosji, Armenii, Białorusi, Estonii (1000 osób), Gruzji, Litwy, Łotwy (600 osób), Mołdawii i Ukrainy. Około 300 delegatów z Polski, przyjechało specjalnym pociągiem z Warszawy. Program przedstawiono w języku rosyjskim i fińskim. Niektóre wykłady wygłoszono w języku angielskim i tłumaczono na fiński i rosyjski. Część z nich przedstawiło siedmiu członków Ciała Kierowniczego Świadków Jehowy. Codziennie przekazywano krótkie wiadomości o działalności Świadków Jehowy w krajach, z których przybyli delegaci. Ochrzczono 3256 osób.
Po raz pierwszy w historii Rosji zezwolono Świadkom Jehowy na przeprowadzenie kampanii informacyjnej. Rozpowszechniono przeszło milion zaproszeń i około 750 000 traktatów „W co wierzą Świadkowie Jehowy?”. Władze Rosji również po raz pierwszy zezwoliły Świadkom Jehowy na ustawienie tablic informacyjnych w pobliżu wejść do największych stacji metra.
Przygotowania do zorganizowania kongresu rozpoczęto kilka tygodni przed jego rozpoczęciem. Wyremontowano stadion, m.in. pomalowano 30 km ławek, postawiono dodatkowe toalety, uporządkowano teren wokół stadionu. W 32 hotelach była zakwaterowana większość spośród 17 000 zagranicznych delegatów, a 29 000 delegatów z byłego ZSRR zakwaterowano w 132 szkołach i przedszkolach. Wynajęto przeszło 390 autobusów do transportu na stadion.
Biura Oddziałów nadesłały transporty przeszło 500 ton żywności, m.in. z Danii, Szwecji i Finlandii. Wszystkie artykuły rozdano delegatom z byłego ZSRR. Delegaci z zagranicy przywieźli w darze dla Świadków Jehowy w Rosji Biblie w języku rosyjskim. W organizacji tego kongresu międzynarodowego pomagało Fińskie Biuro Oddziału.
W dniach od 24 do 26 lipca odbył się dodatkowo kongres w Irkucku na Syberii, uczestniczyło w nim 5051 osób, a 536 zostało ochrzczonych.

## Ważne punkty programu
- Dramat biblijny (przedstawienie kostiumowe): „Czynić to, co słuszne w oczach Jehowy” (wydany potem w formie słuchowiska)[18]
- Wykład publiczny: „Podążaj za światłem świata” (J 1:1-16)[19].

## Pozostałe kongresy
Oprócz serii kongresów międzynarodowych w około 150 krajach na całym świecie zorganizowano setki zgromadzeń okręgowych.
W dniach od 10 do 12 lipca kongres „Nosiciele światła” odbył się we Lwowie na Ukrainie. Uczestniczyło w nim 15 011 osób, a 1326 zostało ochrzczonych. W tym samym terminie 6605 osób uczestniczyło w kongresie w Ałma-Acie w Kazachstanie, a 829 zostało ochrzczonych. W dniach od 17 do 19 lipca kongres odbył się w Charkowie na Ukrainie, uczestniczyło w nim 17 425 osób, a 2577 zostało ochrzczonych. W Tallinnie w Estonii kongres zorganizowano w dniach od 25 do 26 lipca, uczestniczyło w nim 1367 osób, a 38 zostało ochrzczonych.
Pomimo trwającej wojny domowej w Angoli, w styczniu 1993 roku w Centrum Wystawowym w Luandzie zorganizowano zgromadzenie, w którym udział wzięło 24 491 osób, a 629 zostało ochrzczonych. Z Portugalii przysłano generatory prądu i aparaturę nagłaśniającą. Było to pierwsze w Angoli trzydniowe zgromadzenie okręgowe. W języku kongo, kimbundu i umbundu ogłoszono wydanie broszury „Rozkoszuj się życiem wiecznym na ziemi!”.
W kongresie w Japonii, na tokijskim Stadionie Pod Kopułą uczestniczyło 39 905 obecnych.
W sierpniu 1993 roku odbyły się pierwsze od 15 lat, kongresy w Kongu.
W Niemczech zorganizowano 28 kongresów w 10 językach, w Austrii – 7, w 3 językach, w Szwajcarii – 5 w siedmiu językach, w Luksemburgu – dwa w dwóch językach.
W styczniu 1993 roku zgromadzenie odbyło się w Kigali w Rwandzie, na którym było obecnych 4498 osób, a ochrzczono 182. Liczba głosicieli w Rwandzie wynosiła około 2000.
W styczniu 1993 odbyły się pierwsze oficjalne kongresy w Republice Środkowoafrykańskiej. 20 stycznia 1993 roku rząd zalegalizował działalność Świadków Jehowy. W sześciu zgromadzeniach uczestniczyło 4739 osób, a 121 ochrzczono.
W Stanach Zjednoczonych zorganizowano 153 zgromadzenia, które odbyły się w 65 miastach. Uczestniczyło w nich ponad 1 400 000 osób.
W kongresach w Zambii uczestniczyły 289 643 osoby.

### Polska
W Polsce zorganizowano 13 zgromadzeń: od 10 do 12 lipca: Lublin (stadion RKS Motor), Łódź (stadion KS Start), Szczecin (stadion KS Arkonia). Od 17 do 19 lipca: Gdańsk (stadion BKS Lechia), Katowice (Stadion GKS Katowice), Poznań (stadion Olimpia), Warszawa (stadion KS Legia); z udziałem 13 tysięcy obecnych. Od 24 do 26 lipca: Białystok (stadion BKS Hetman), Stalowa Wola (stadion Stali), Wrocław (Stadion Olimpijski); 475 ochrzczonych. Od 31 lipca do 2 sierpnia: Bydgoszcz (stadion WKS Zawisza), Kraków (stadion Korony; 8838 obecnych, 195 ochrzczonych), Wałbrzych (stadion).